# Benno Gut

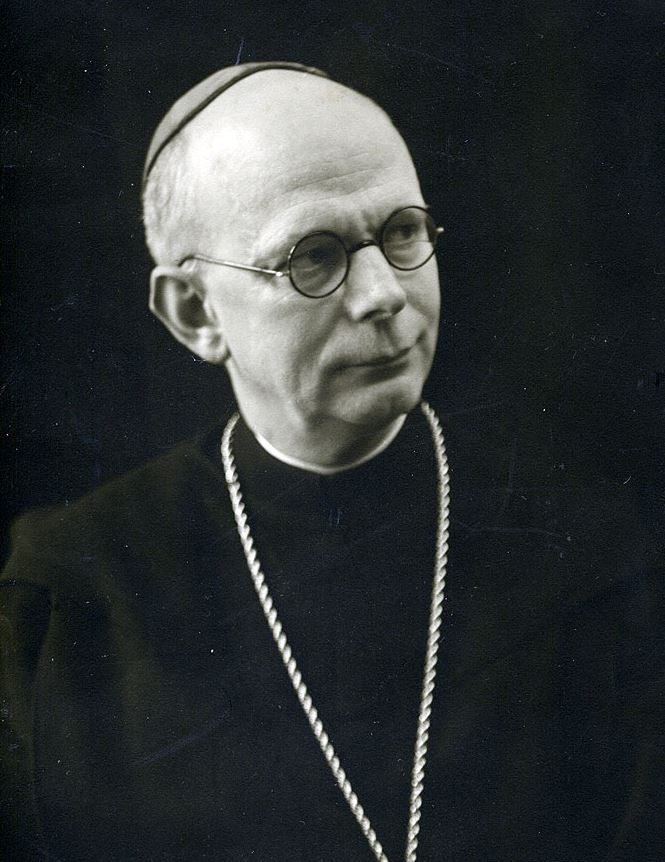
Abtprimas Benno Gut OSB (1959)

Kardinalswappen

Benno Kardinal Gut, geboren als Walter Gut OSB (* 1. April 1897 in Reiden, Schweiz; † 8. Dezember 1970 in Rom) war ein Schweizer Geistlicher, der 55. Abt des Klosters Einsiedeln, Abtprimas der Benediktiner und später Kurienkardinal der römisch-katholischen Kirche.

## Leben
Walter Gut wurde am 1. April 1897 im alten Schulhaus in Reiden geboren, wo sein Vater Lehrer und Organist war. Er besuchte die Primarschule in Reidern, das Gymnasium zuerst in Luzern und danach (von einer Pfarrmission in Reiden motiviert) wechselte er nach Einsiedeln. Im Herbst begann er sein Musikstudium in Basel.
Er legte 1918 seine Profess im Kloster Einsiedeln ab und wählte den Ordensnamen Benno. Er studierte an der Universität Basel, an der Ordenshochschule der Benediktiner Sant’Anselmo sowie am Päpstlichen Bibelinstitut in Rom. Er empfing in Rom am 10. Juli 1921 das Sakrament der Priesterweihe. Anschließend folgten bis 1923 weitere Studien.
Seit 1923 arbeitete Gut in der Seelsorge seiner Abtei als Choralmagister und Direktor der Studentenmusik, bevor er von 1930 bis 1939 als Dozent erneut nach Sant’Anselmo ging. 1939 kehrte er ins Kloster Einsiedeln zurück und wirkte an der dortigen Stiftsschule als Dozent und Präfekt. Am 15. April 1947 wurde er vom Konvent der Benediktiner in Einsiedeln zum Abt gewählt, am 5. Mai desselben Jahres in sein Amt eingeführt und vom Apostolischen Nuntius in der Schweiz, Erzbischof Filippo Bernardini, geweiht.
Der Äbtekongress der Benediktinischen Konföderation wählte ihn am 24. November 1959 zum Abtprimas; als solcher siedelte er erneut nach Sant’Anselmo in Rom über. Papst Paul VI. ernannte ihn am 10. Juni 1967 zum Titularerzbischof von Thuccabora. Die Bischofsweihe spendete ihm Kardinaldekan Eugène Kardinal Tisserant am 18. Juni 1967 in der Abtei Einsiedeln. Mitkonsekratoren waren die Bischöfe Joseph Hasler und Johannes Vonderach. Kurz darauf, am 26. Juni desselben Jahres, nahm ihn der Papst als Kardinaldiakon mit der Titeldiakonie San Giorgio in Velabro in das Kardinalskollegium auf und ernannte ihn am 29. Juni 1967 zum Kardinalpräfekten der Kongregation für die Riten. Aus diesem Grunde verzichtete er am 8. September 1967 auf seine Stellung als Abtprimas der Benediktiner. Am 7. Mai 1969 übernahm er als Kardinalpräfekt die Leitung der Kongregation für den Gottesdienst.
Nach seinem Tod 1970 wurde er in der Abtei Kloster Einsiedeln bestattet.
Abt Benno war sehr beliebt und erhielt in der Nähe der Schulhausanlage Johanniter/Pestalozzi seiner Heimatstadt ein Denkmal.